# 본기도
본기도(本祈禱, collect)는 성공회와 로마 가톨릭교회에서 미사를 집전하는 성직자가 미사의 성격을 설명하기 위해서 드리는 기도를 말한다.

## 교파별 본기도의 의미

### 성공회
성공회에서 본기도는 예배 의향을 드러내는 주제 기도문을 뜻하는데, 크게 주일 본기도와 주간 본기도로 구분된다.
주일 본기도는 3년 주기의 개정 공동성서정과(RCL, Revised Common Lectionary)에 맞추어져 있기 때문에, 가·나·다해 별로 기도 내용이 다르다. 주일뿐만 아니라, 주일 전날 즉 토요일 저녁기도부터 사용할 수 있다. 주간 본기도는 평일 예배를 위한 것이다.

### 로마 가톨릭교회
로마 가톨릭교회에서 본기도는 신자들의 마음속 청원을 담아, 미사에서는 사제, 시간 전례에서는 사제 또는 선창자가 대표로 드리는 기도이다.

## 교파별 본기도 양식

### 성공회
성공회에서는 본기도를 말씀의 전례(Word of God)시 드리는데, 그 양식은 다음과 같다.

### 대한 성공회
- 집전자: 주님께서 여러분과 함께.
- 회중: 또한 사제와 함께 하소서.
- 집전자 : 기도합시다.

(본기도를 드린다.)
본기도 끝에 붙이는 송영은 크게 3가지 양식이 있는데, 내용은 다음과 같다.
- 성부를 호칭으로 부르는 경우 : 성부와 성령과 함께 한 분 하느님이신 우리 주 예수 그리스도의 이름으로 기도하나이다. 아멘.
- 성부를 호칭으로 부르는 경우 : 성부 하느님께서는 성령 안에서 성자 예수 그리스도를 토하여 이제와 영원토록 찬양받으시나이다. 아멘.
- 성자를 호칭으로 부른는 경우 : 성자께서는 성부와 성령과 함께 영원히 사시며 다스리시나이다. 아멘.

### 미국 성공회
- Cellebrant: The Lord be with you.
- People: and also with thy spirit.
- Cellebrant: Let us Pray.
- The Celebrant says the collect.
- People: Amen.[5]

윗 본기도 양식을 해석하면,
- 집전자: 주께서 여러분과 함께.
- 청중: 사제와 함께 하소서.
- 집전자: 기도합시다.
- 집전자는 본기도를 드린다.
- 청중: 아멘.

### 로마 가톨릭교회
로마 가톨릭교회에서는 미사 때 본기도를 시작 예식에서 드리고, 시간 전례에서는 말씀 기도, 아침기도와 저녁기도 끝에 드린다. 그 양식은 다음과 같다.
- 집전자:기도합시다.(본기도를 드린뒤)-

1. 성부께 바칠 때: 성부와 성령과 함께 천주로서 영원히 살아 계시며 다스리시는 성자 우리 주 예수 그리스도를 통하여 비나이다.
(또는)
2. 성부께 바치지만 기도 끝에 성자에 대한 말이 있을 때: 성자께서는 성부와 성령과 함께 천주로서 영원히 살아 계시며 다스리시나이다.
(또는)
3. 성자께 바칠 때: 주님께서는 성부와 성령과 함께 천주로서 영원히 살아 계시며 다스리시나이다.
- 청중: 아멘.